# Riia tänav
La rue de Riga (estonien : Riia tänav) est une rue de Tartu en Estonie

## Présentation
La rue Riia est l'une des rues principales de la ville.
La longueur de la rue est d'environ 4,4 km. 
Elle s'étend au sud-ouest de l’Emajõgi (pont de la Paix) jusqu'à la périphérie de la ville. 
Autrefois, la partie de la rue partant du pont de chemin de fer s'appelait Riia maantee.
La rue est traversée par le pont ferroviaire de la rue de Riga et le pont de circulation douce de Vaksal achevé en décembre 2021.

## Lieux et bâtiments

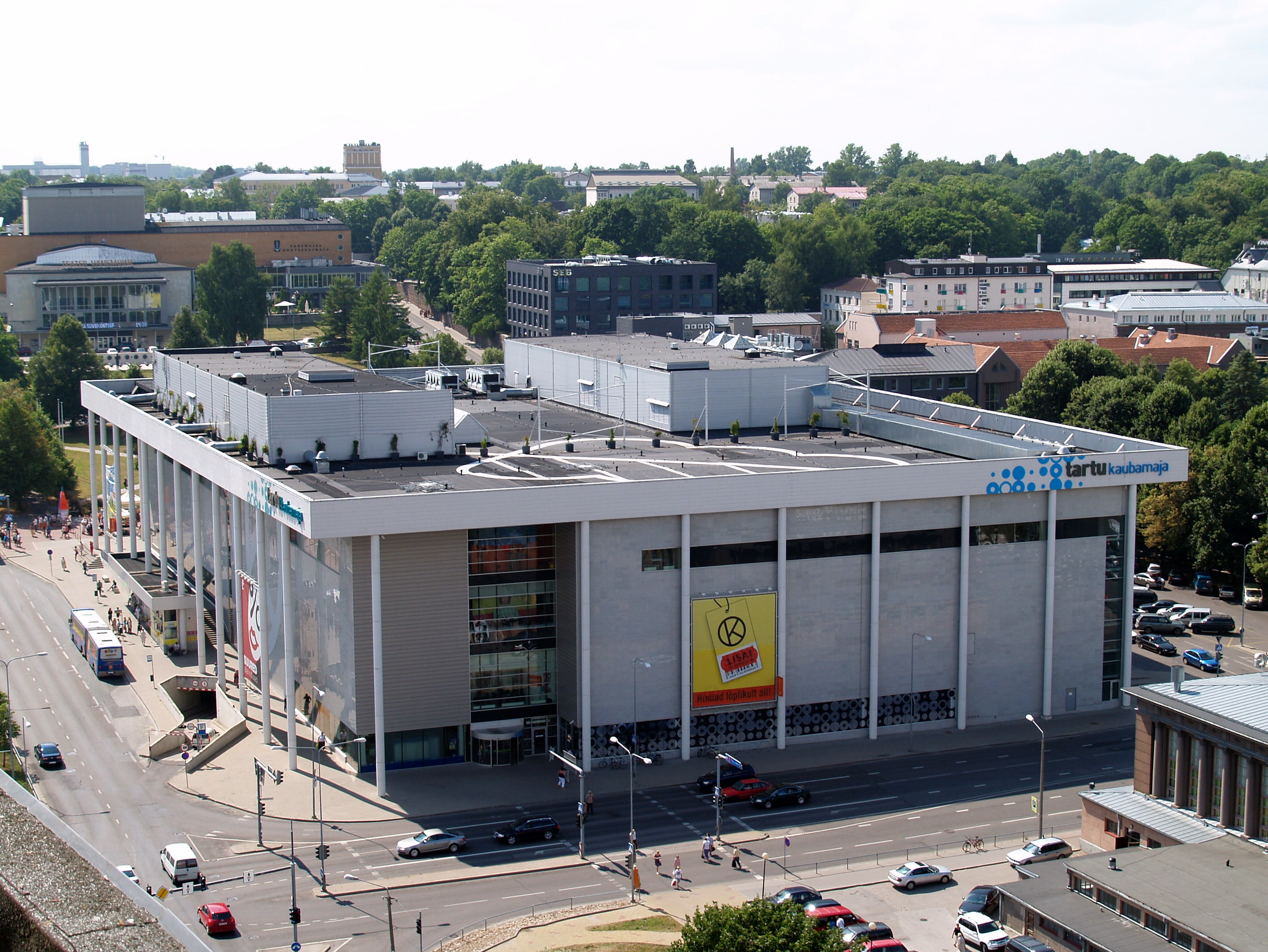
Riia 1, grand magasin de Tartu.
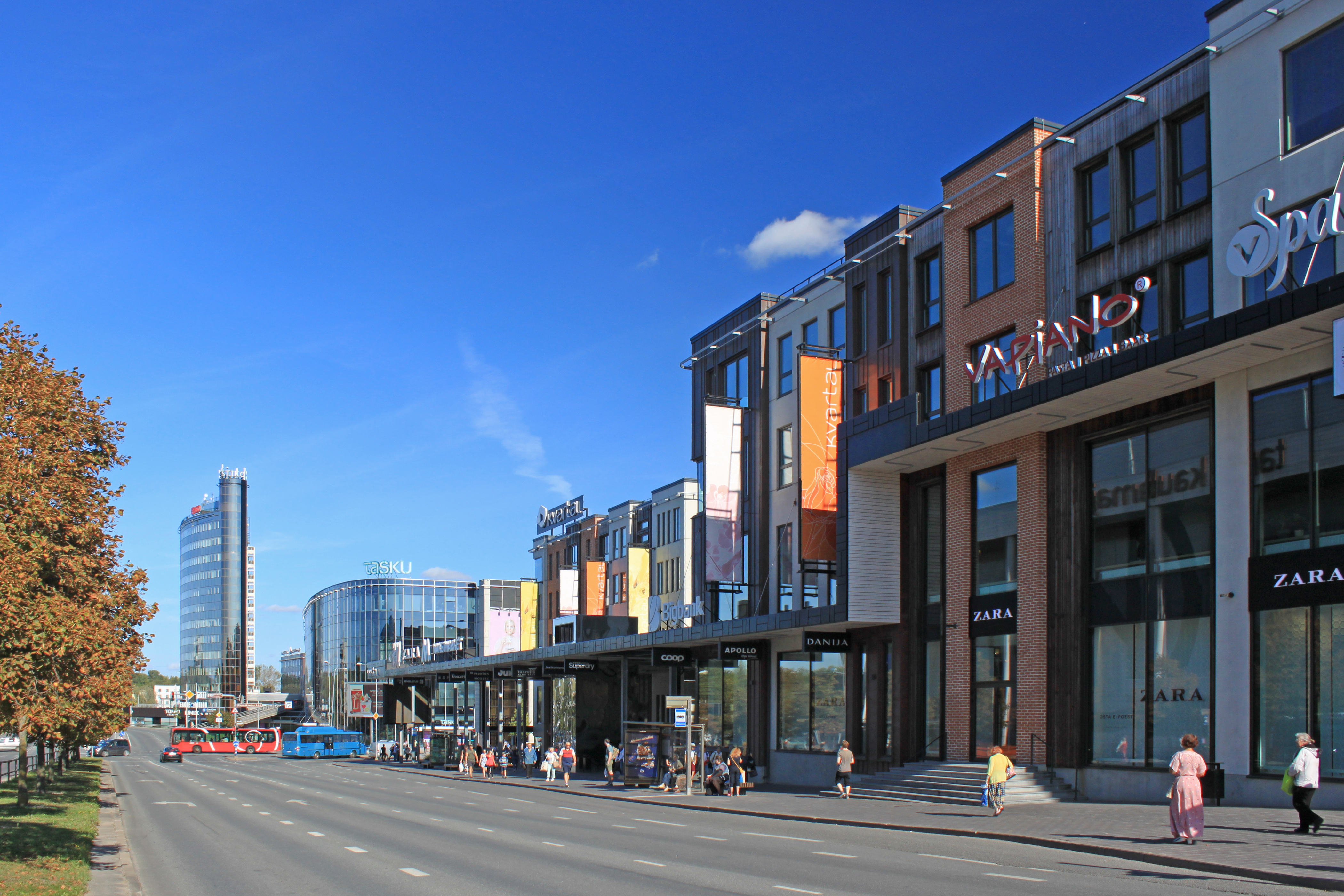
Riia 2, centre commercial Kvartal.
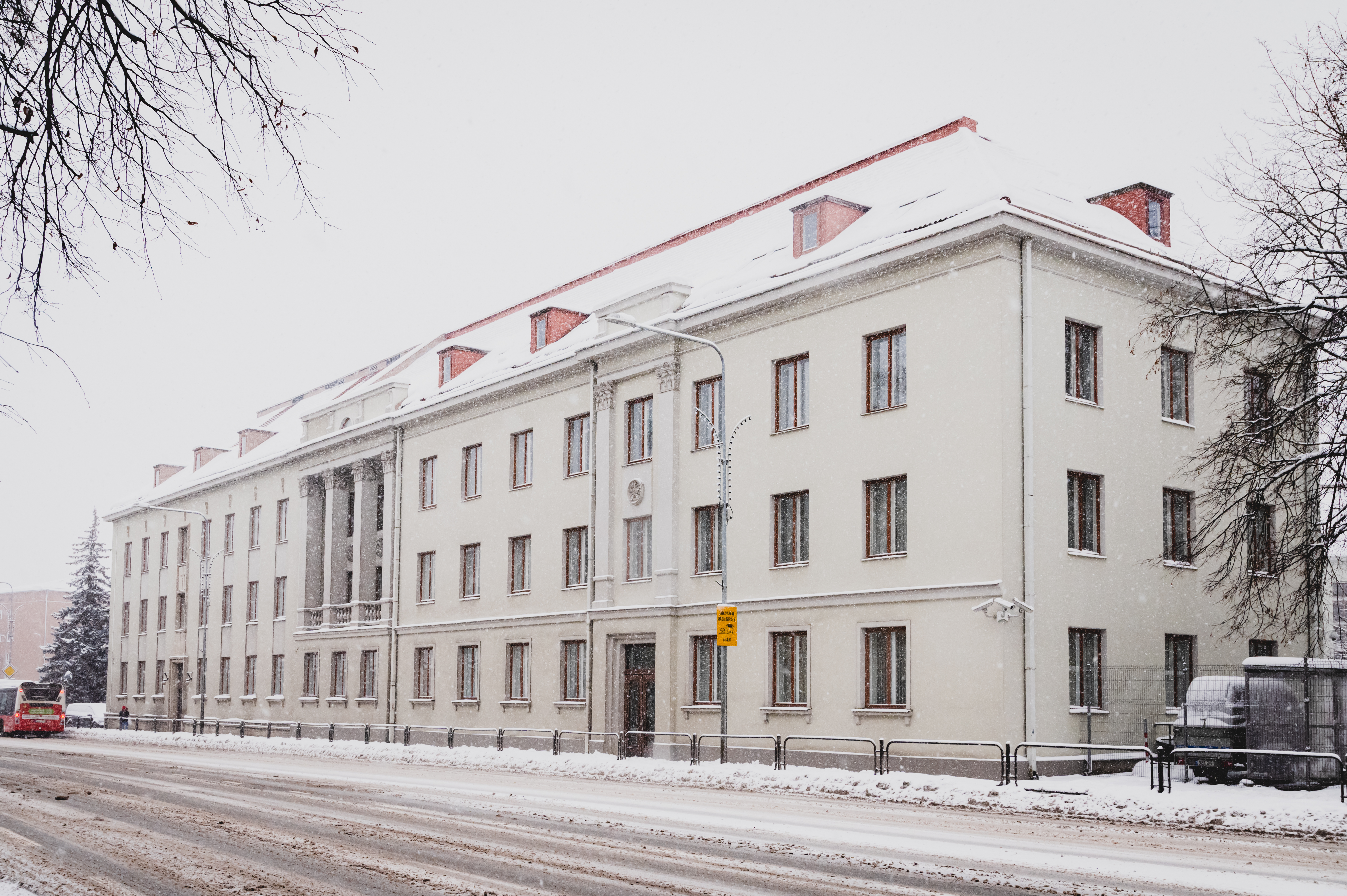
Riia 12, Ligue de défense
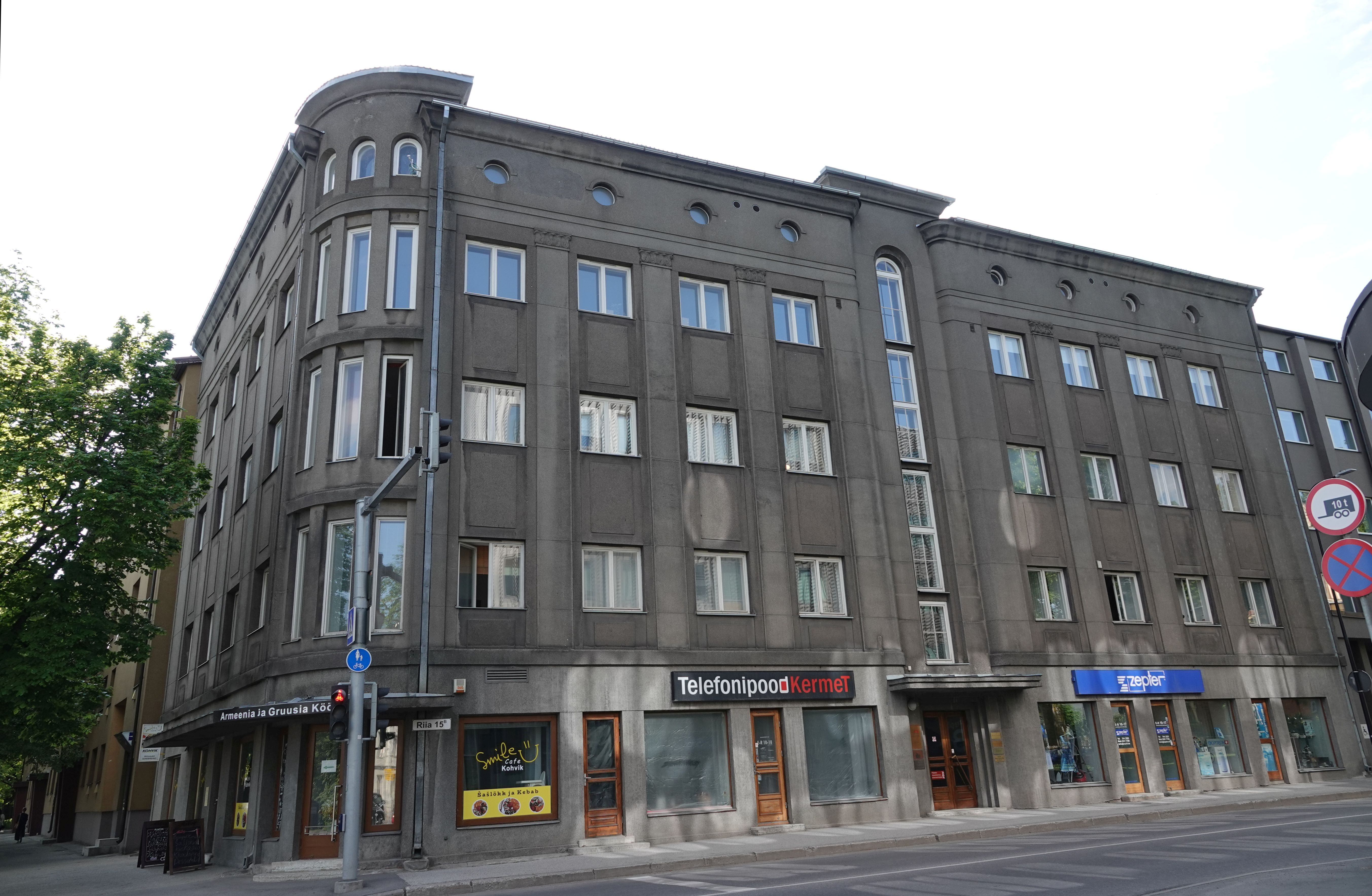
Riia 15, Musée des cellules du KGB
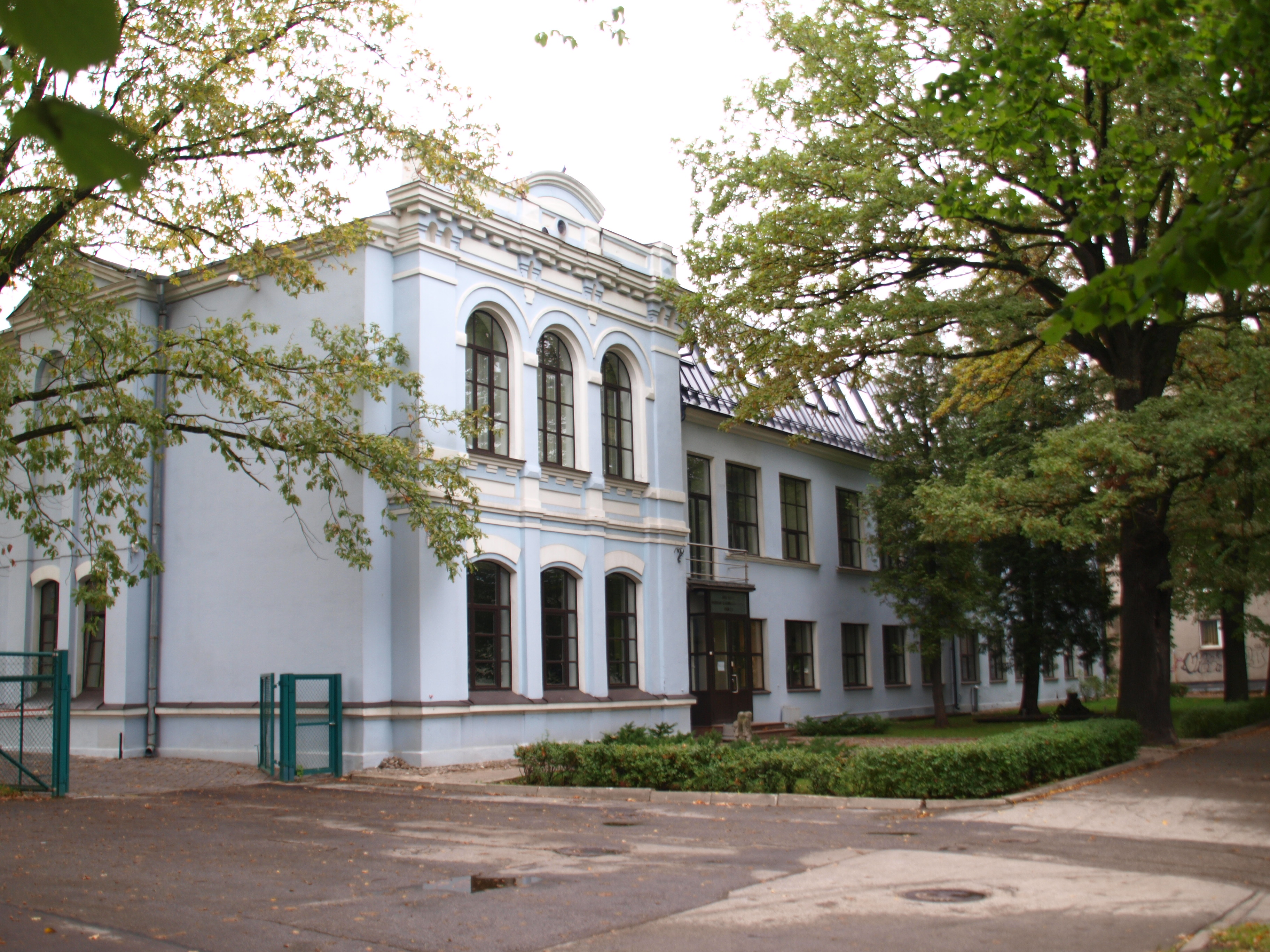
Riia 23, Institut de biologie moléculaire et cellulaire.
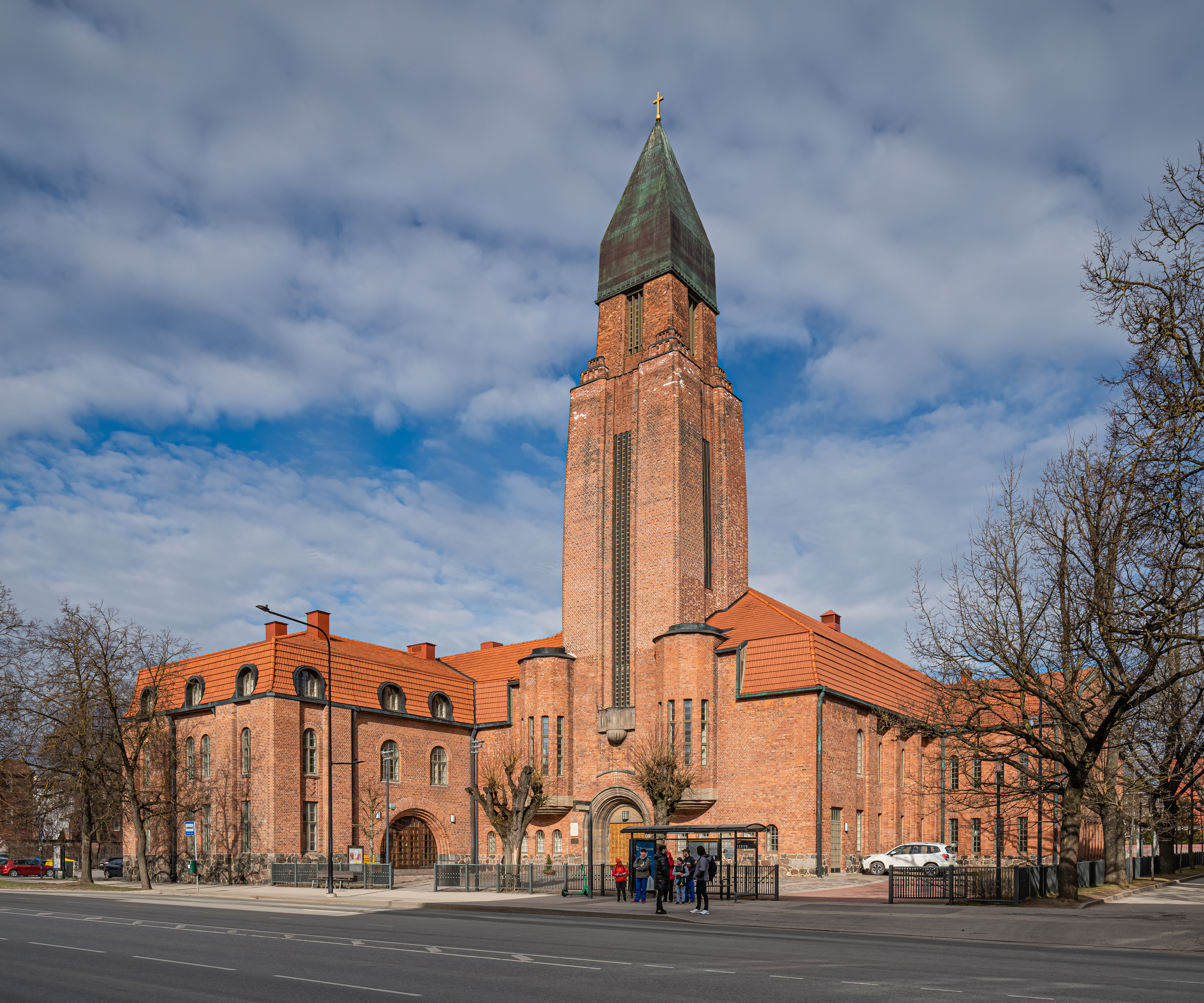
Riia 27, Église Saint-Paul
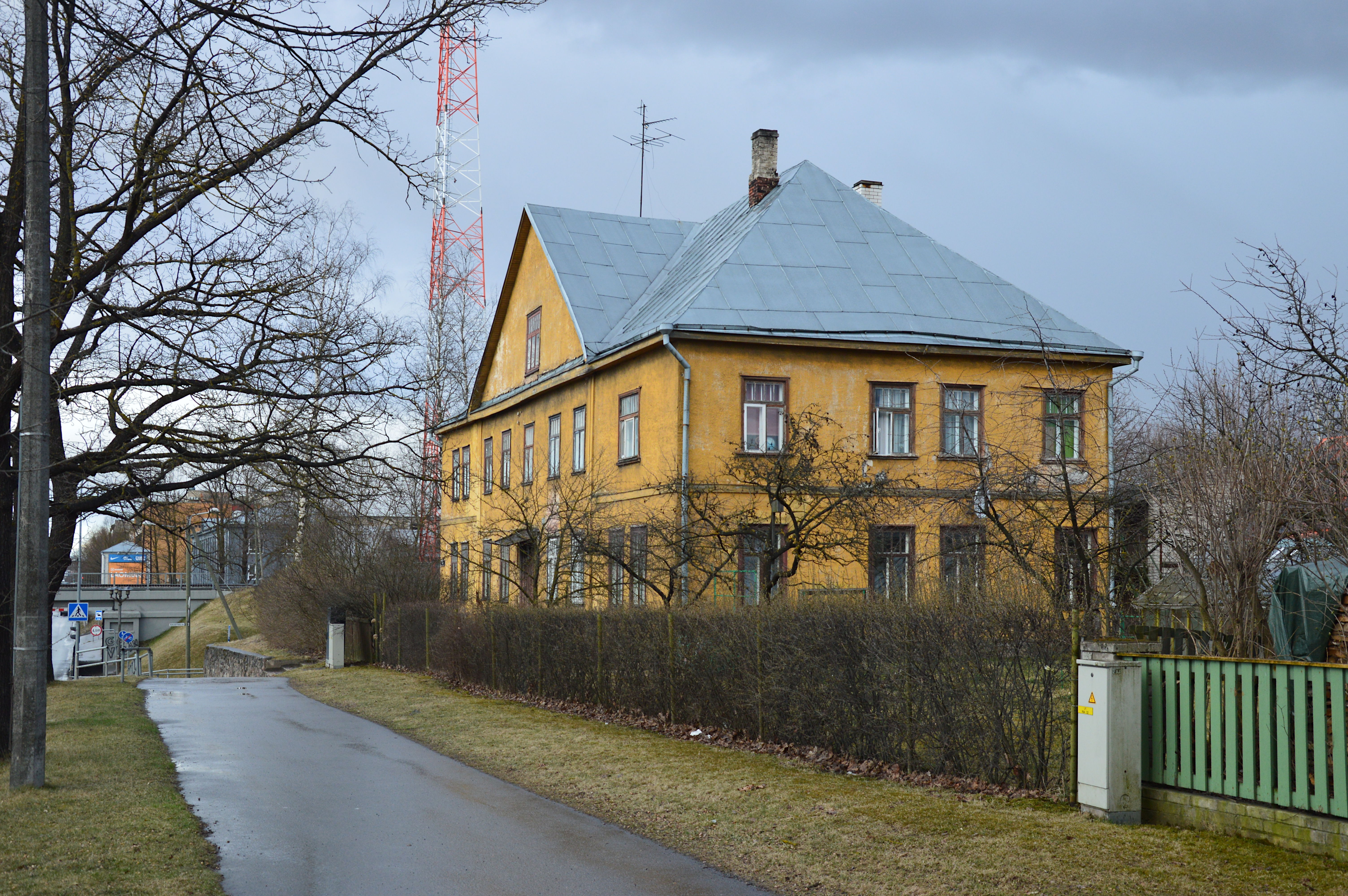
Riia 30a, Pont ferroviaire.
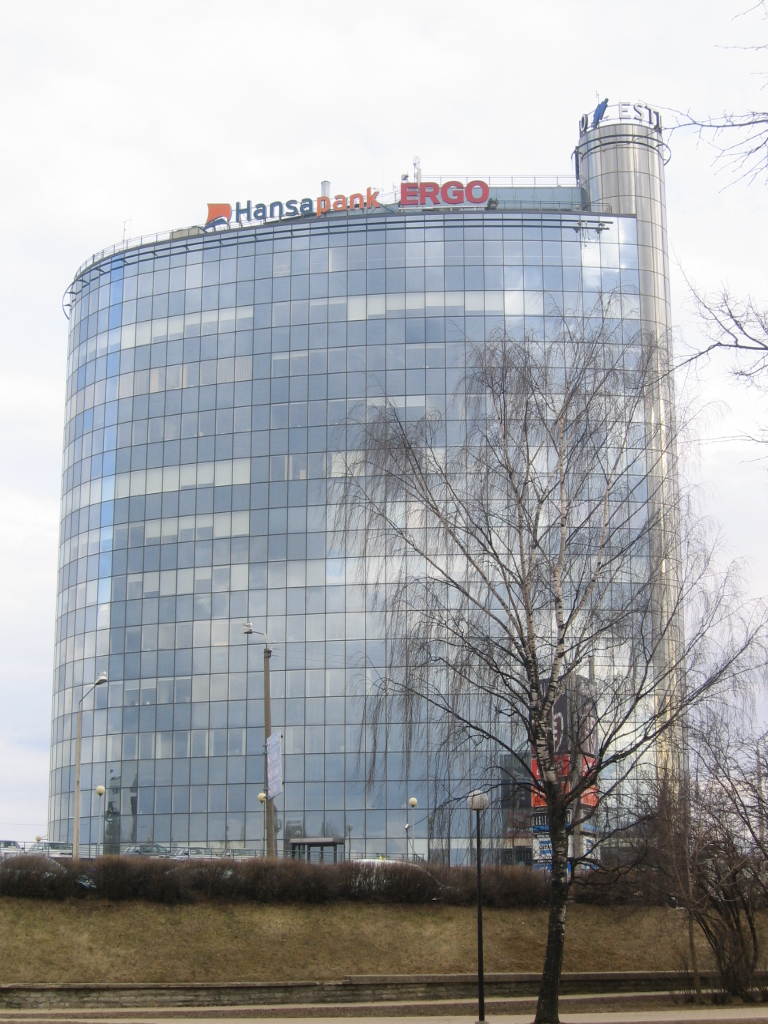
Centre d'affaires de l'Emajõki.
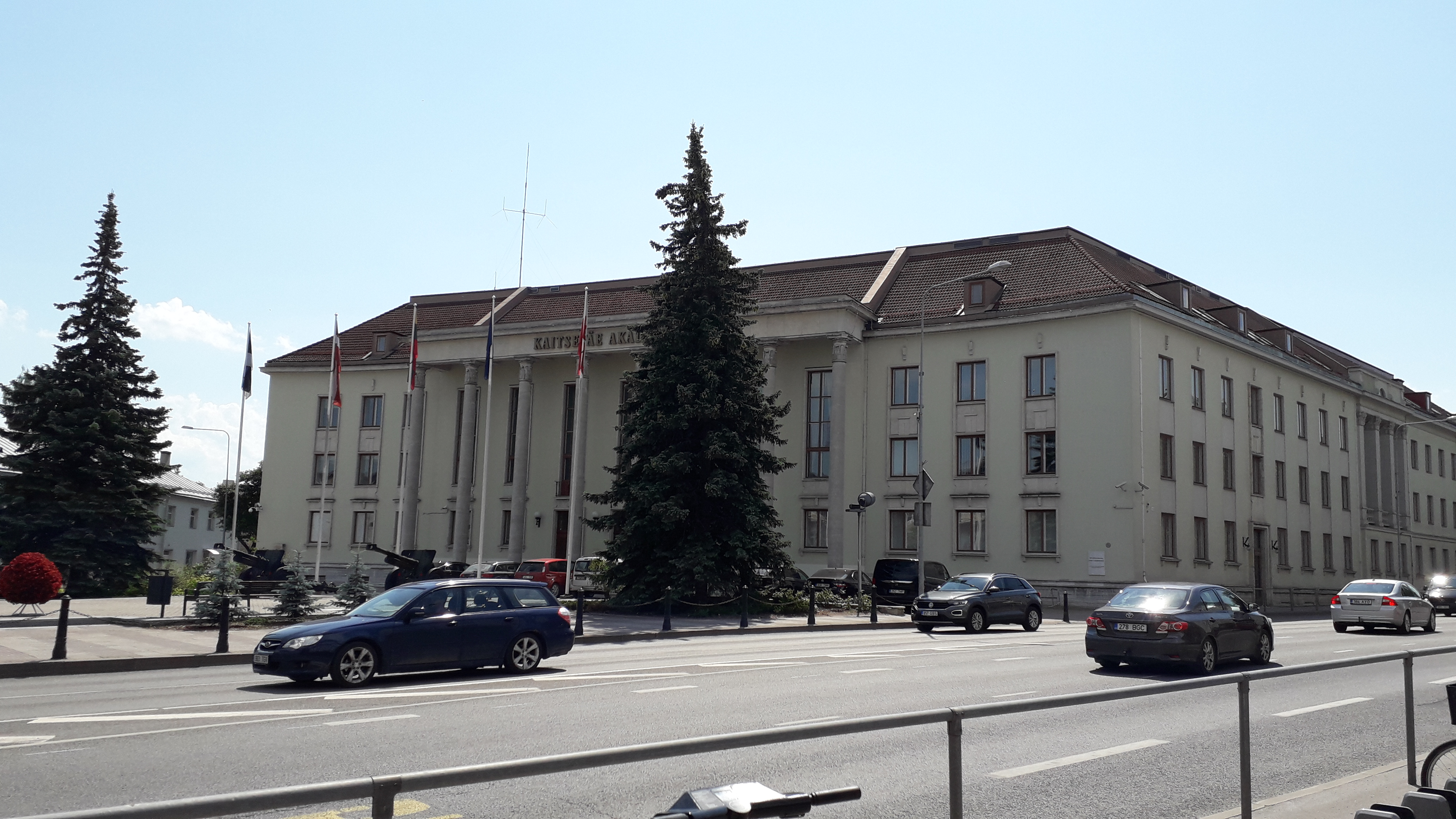
Riia 12, Académie de la Défense.
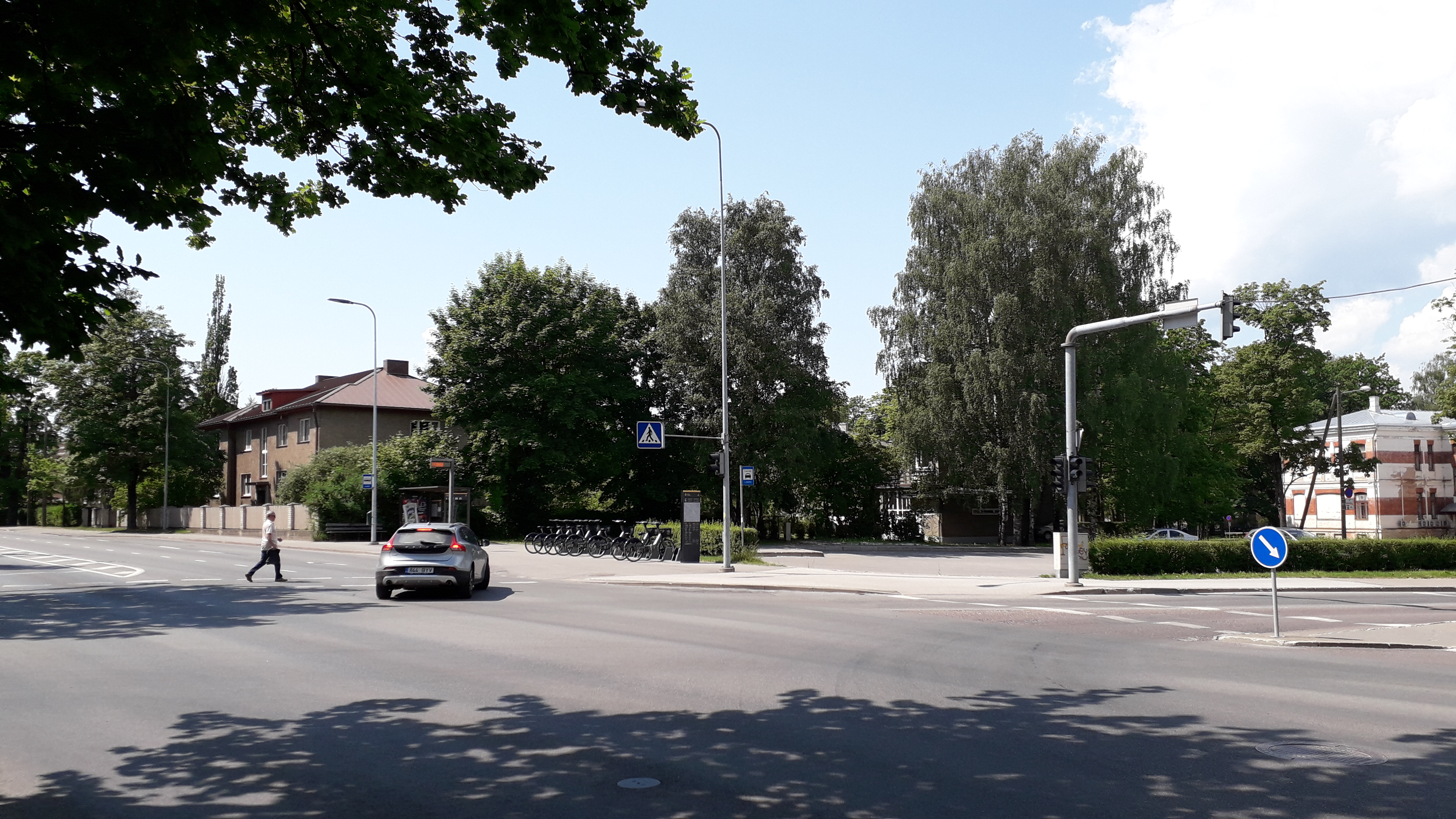
La rue à Tammelinn.
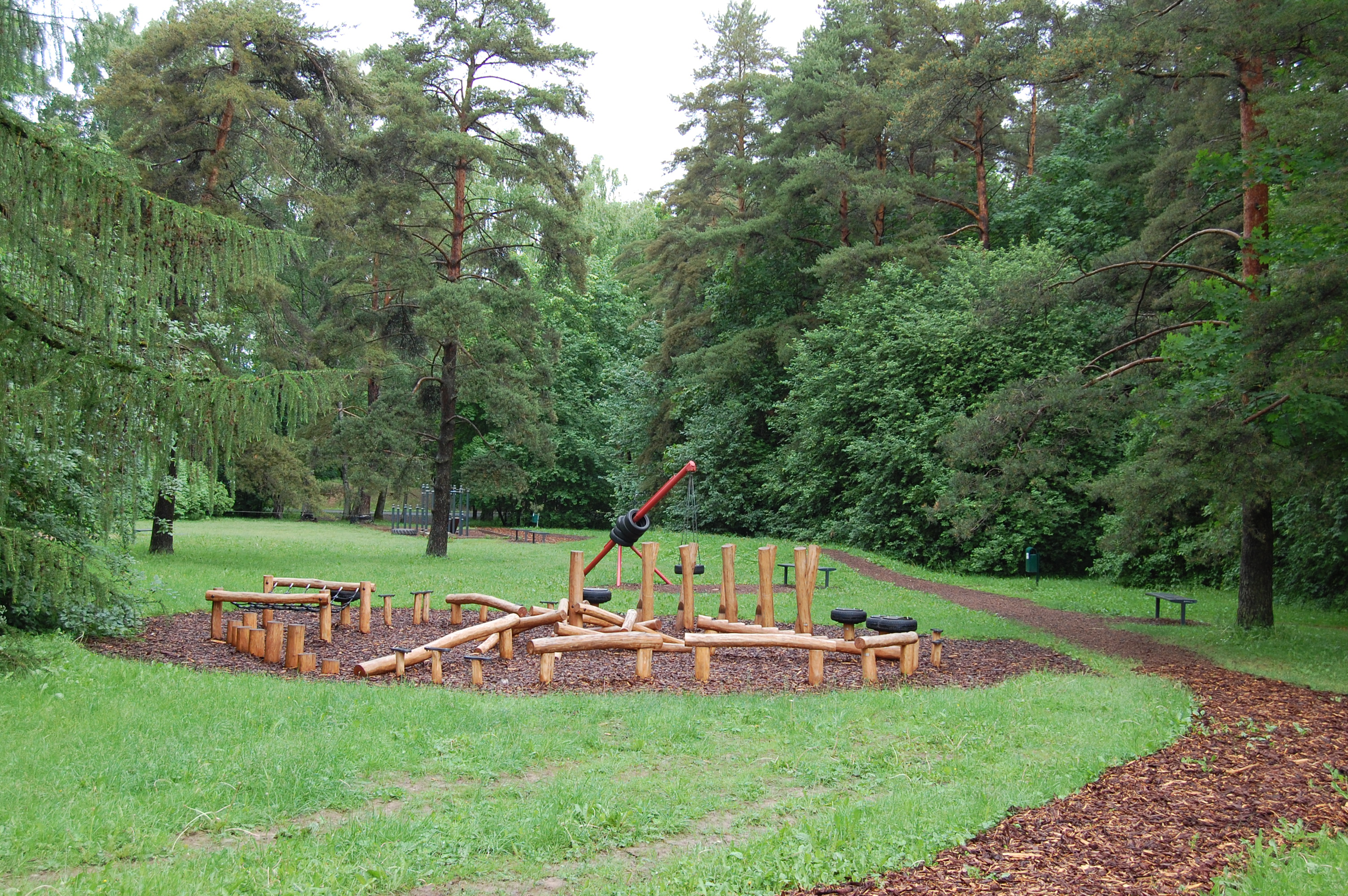
Riia 167, Parc du Sanatorium